# El usurpador
El usurpador es una telenovela de 1967, producida por Valentín Pimstein y dirigida por Antonio Férnandez. Fue escrita por Gabriel Guerrero y protagonizada por Jorge Lavat y Magda Guzmán.

## Trama
Se trata de un hombre llamado Octavio que deja abandonada a su familia y arrepentido regresa a buscarla pero ellos no lo reconocen.

## Elenco
- Jorge Lavat - Octavio "El usurpador"[2]
- Magda Guzmán - María
- Raúl Dantés - Custodio
- Noé Murayama
- Gloria Leticia Ortiz - Victoria
- Raúl "Chato" Padilla - Macario Luna
- Adriana Roel - Marcela